# Atletica leggera ai XIII Giochi paralimpici estivi
Le gare di atletica leggera ai XIII Giochi paralimpici estivi si sono tenute a Pechino nello Stadio nazionale di Pechino dall'8 al 17 settembre 2008. Sono state assegnate un totale di 160 medaglie d'oro. Si sono qualificati 1 028 atleti provenienti da 111 nazioni (696 uomini e 332 donne) che hanno partecipato alle gare di atletica leggera.

## Classificazioni
Agli atleti è stata data una classificazione a seconda del tipo e la portata della loro disabilità. Il sistema di classificazione consente agli atleti di competere contro altri con un analogo livello di funzione.
Le classificazioni sono le seguenti:
- 11-13: atleti non vedenti
- 32-38: atleti con paralisi cerebrale
- 40: atleti che soffrono di nanismo
- 42-46: amputati
- 51-58: atleti con una disabilità del midollo spinale

Le classi sono indicate con dei prefissi: "T" (che significa sulla pista), "F" (sul campo) e "P" (gli eventi di pentathlon).

## Nazioni partecipanti
- Algeria (23)
- Angola (6)
- Arabia Saudita (2)
- Argentina (8)
- Australia (47)
- Austria (7)
- Azerbaigian (7)
- Bangladesh (1)
- Bahrein (2)
- Belgio (3)
- Bielorussia (18)
- Birmania (1)
- Bosnia ed Erzegovina (2)
- Brasile (47)
- Bulgaria (7)
- Burundi (3)
- Cambogia (1)
- Canada (26)
- Capo Verde (1)
- Cile (1)
- Cina (80)
- Cipro (1)
- Colombia (1)
- Corea del Sud (8)
- Costa d'Avorio (2)
- Croazia (13)
- Cuba (17)
- Danimarca (3)
- Egitto (6
- Emirati Arabi Uniti (9)
- El Salvador (1)
- Etiopia (2)
- Figi (1)
- Finlandia (4)
- Francia (25)
- Gabon (1)
- Germania (42)
- Giamaica (4)
- Giappone (31)
- Giordania (5)
- Grecia (29)
- Guatemala (1)
- Guinea (1)
- Honduras (1)
- Hong Kong (2)
- India (2)
- Iran (14)
- Iraq (1)
- Irlanda (10)
- Islanda (2)
- Israele (1)
- Italia (10)
- Kazakistan (1)
- Kenya (12)
- Kuwait (3)
- Lesotho (1)
- Lettonia (4)
- Lituania (8)
- Macao (1)
- Malaysia (1)
- Malta (1)
- Marocco (14)
- Mauritania (1)
- Messico (34)
- Namibia (1)
- Nepal (1)
- Nigeria (9)
- Norvegia (2)
- Nuova Zelanda (5)
- Paesi Bassi (8)
- Pakistan (2)
- Palestina (2)
- Panama (1)
- Papua Nuova Guinea (2)
- Polonia (29)
- Portogallo (13)
- Porto Rico (1)
- Qatar (1)
- Regno Unito (35)
- Rep. Ceca (25)
- Rep. Centrafricana (1)
- Rep. Dominicana (1)
- Ruanda (1)
- Russia (39)
- Samoa (1)
- Senegal (2)
- Serbia e Montenegro (6)
- Singapore (1)
- Siria (1)
- Slovacchia (5)
- Slovenia (4)
- Spagna (24)
- Sri Lanka (3)
- Stati Uniti (43)
- Sudafrica (17)
- Suriname (1)
- Svezia (6)
- Svizzera (1)
- Taipei cinese (1)
- Tanzania (1)
- Thailandia (11)
- Tonga (1)
- Tunisia (33)
- Turchia (1)
- Ucraina (28)
- Uruguay (1)
- Venezuela (16)
- Vietnam (3)
- Zambia (1)
- Zimbabwe (2)

## Medagliere[2]
Nazione ospitante 
| Posizione | Paese              | Oro | Argento | Bronzo | Totale |
| --------- | ------------------ | --- | ------- | ------ | ------ |
| 1         | Cina               | 38  | 21      | 18     | 77     |
| 2         | Australia          | 10  | 9       | 7      | 26     |
| 3         | Sudafrica          | 10  | 2       | 4      | 16     |
| 4         | Canada             | 10  | 1       | 8      | 19     |
| 5         | Stati Uniti        | 9   | 14      | 5      | 28     |
| 6         | Tunisia            | 9   | 9       | 3      | 21     |
| 7         | Ucraina            | 9   | 7       | 8      | 24     |
| 8         | Germania           | 5   | 9       | 7      | 21     |
| 9         | Kenya              | 5   | 3       | 1      | 9      |
| 10        | Brasile            | 4   | 4       | 7      | 15     |
| 11        | Cuba               | 4   | 3       | 4      | 11     |
| 12        | Marocco            | 4   | 1       | 2      | 7      |
| 13        | Russia             | 3   | 7       | 6      | 16     |
| 14        | Francia            | 3   | 5       | 6      | 14     |
| 15        | Messico            | 3   | 1       | 3      | 7      |
| 16        | Croazia            | 3   | 1       | 0      | 4      |
| 17        | Irlanda            | 3   | 0       | 0      | 3      |
| 18        | Regno Unito        | 2   | 7       | 8      | 17     |
| 19        | Giappone           | 2   | 7       | 3      | 12     |
| 20        | Algeria            | 2   | 3       | 7      | 12     |
| 21        | Iran               | 2   | 3       | 1      | 6      |
| 22        | Finlandia          | 2   | 1       | 1      | 4      |
| 23        | Nigeria            | 2   | 1       | 0      | 3      |
| 24        | Austria            | 2   | 0       | 1      | 3      |
| 25        | Thailandia         | 1   | 5       | 4      | 10     |
| 26        | Polonia            | 1   | 4       | 6      | 11     |
| 27        | Grecia             | 1   | 2       | 7      | 10     |
| 28        | Svizzera           | 1   | 2       | 5      | 8      |
| 29        | Bielorussia        | 1   | 2       | 0      | 3      |
| 29        | Lettonia           | 1   | 2       | 0      | 3      |
| 29        | Paesi Bassi        | 1   | 2       | 0      | 3      |
| 32        | Spagna             | 1   | 1       | 5      | 7      |
| 33        | Azerbaigian        | 1   | 1       | 4      | 6      |
| 34        | Danimarca          | 1   | 1       | 0      | 2      |
| 34        | Arabia Saudita     | 1   | 1       | 0      | 2      |
| 36        | Rep. Ceca          | 1   | 0       | 8      | 9      |
| 37        | Corea del Sud      | 1   | 0       | 3      | 4      |
| 38        | Hong Kong          | 1   | 0       | 1      | 2      |
| 39        | Angola             | 0   | 3       | 0      | 3      |
| 40        | Cipro              | 0   | 2       | 0      | 2      |
| 41        | Argentina          | 0   | 1       | 1      | 2      |
| 41        | Bulgaria           | 0   | 1       | 1      | 2      |
| 41        | Egitto             | 0   | 1       | 1      | 2      |
| 41        | Venezuela          | 0   | 1       | 1      | 2      |
| 45        | Colombia           | 0   | 1       | 0      | 1      |
| 45        | Giordania          | 0   | 1       | 0      | 1      |
| 45        | Lituania           | 0   | 1       | 0      | 1      |
| 45        | Nuova Zelanda      | 0   | 1       | 0      | 1      |
| 45        | Pakistan           | 0   | 1       | 0      | 1      |
| 45        | Papua Nuova Guinea | 0   | 1       | 0      | 1      |
| 45        | Portogallo         | 0   | 1       | 0      | 1      |
| 45        | Serbia             | 0   | 1       | 0      | 1      |
| 45        | Slovenia           | 0   | 1       | 0      | 1      |
| 54        | Italia             | 0   | 0       | 1      | 1      |
| 54        | Giamaica           | 0   | 0       | 1      | 1      |
| 54        | Namibia            | 0   | 0       | 1      | 1      |
| Totale    | Totale             | 160 | 160     | 160    | 480    |

## Podi

### Gare maschili
| Evento                           | Oro                                                                        | Argento                                                                         | Bronzo                                                               |
| 100 m T11                        | Brasile - Lucas Prado                                                      | Angola - José Sayovo                                                            | Francia - Tresor Makunda                                             |
| 100 m T12                        | Stati Uniti - Josiah Jamison                                               | Nigeria - Adekunle Adesoji                                                      | Cina - Yang Yuqing                                                   |
| 100 m T13                        | Irlanda - Jason Smyth                                                      | Russia - Alexy Labzin                                                           | Cuba - Luis Felipe Gutiérrez                                         |
| 100 m T35                        | Cina - Yang Sen                                                            | Cina - Fu Xinhan                                                                | Sudafrica - Teboho Mokgalagadi                                       |
| 100 m T36                        | Ucraina - Roman Pavlyk                                                     | Regno Unito - Ben Rushgrove                                                     | Hong Kong - So Wa Wai                                                |
| 100 m T37                        | Sudafrica - Fanie van der Merwe                                            | Cina - Ma Yuxi                                                                  | Algeria - Sofiane Hamdi                                              |
| 100 m T38                        | Australia - Evan O'Hanlon                                                  | Cina - Zhou Wenjun                                                              | Ucraina - Mykyta Senyk                                               |
| 100 m T42                        | Canada - Earle Connor                                                      | Germania - Heinrich Popow                                                       | Regno Unito - John McFall                                            |
| 100 m T44                        | Sudafrica - Oscar Pistorius                                                | Stati Uniti - Jerome Singleton                                                  | Stati Uniti - Brian Frasure                                          |
| 100 m T46                        | Australia - Heath Francis                                                  | Papua Nuova Guinea - Francis Kompaon                                            | Brasile - Yohansson Nascimento                                       |
| 100 m T52                        | Canada - Dean Bergeron                                                     | Svizzera - Beat Bosch                                                           | Canada - André Beaudoin                                              |
| 100 m T53                        | Stati Uniti - Josh George                                                  | Regno Unito - Mickey Bushell                                                    | Cina - Yu Shiran                                                     |
| 100 m T54                        | Finlandia - Leo Pekka Tähti                                                | Thailandia - Saichon Konjen                                                     | Thailandia - Supachai Koysub                                         |
| 200 m T11                        | Brasile - Lucas Prado                                                      | Angola - José Sayovo                                                            | Cuba - Arian Iznaga                                                  |
| 200 m T12                        | Sudafrica - Hilton Langenhoven                                             | Cina - Li Yansong                                                               | Cina - Yang Yuqing                                                   |
| 200 m T13                        | Irlanda - Jason Smyth                                                      | Russia - Alexy Labzin                                                           | Azerbaigian - Vugar Mehdiyev                                         |
| 200 m T36                        | Hong Kong - So Wa Wai                                                      | Ucraina - Roman Pavlyk                                                          | Cina - Che Mian                                                      |
| 200 m T37                        | Sudafrica - Fanie van der Merwe                                            | Algeria - Sofiane Hamdi                                                         | Cina - Ma Yuxi                                                       |
| 200 m T38                        | Australia - Evan O'Hanlon                                                  | Cina - Zhou Wenjun                                                              | Ucraina - Mykyta Senyk                                               |
| 200 m T44                        | Sudafrica - Oscar Pistorius                                                | Stati Uniti - Jim Bob Bizzell                                                   | Regno Unito - Ian Jones                                              |
| 200 m T46                        | Australia - Heath Francis                                                  | Cipro - Antonis Aresti                                                          | Cuba - Ettiam Calderon                                               |
| 200 m T52                        | Canada - Dean Bergeron                                                     | Svizzera - Beat Bosch                                                           | Thailandia - Peth Rungsri                                            |
| 200 m T53                        | Cina - Yu Shiran                                                           | Australia - Richard Colman                                                      | Corea del Sud - Hong Suk-Man                                         |
| 200 m T54                        | Cina - Zhang Lixin                                                         | Thailandia - Saichon Konjen                                                     | Finlandia - Leo-Pekka Tähti                                          |
| 400 m T11                        | Brasile - Lucas Prado                                                      | Angola - José Sayovo                                                            | Ucraina - Oleksandr Ivaniukhin                                       |
| 400 m T12                        | Cina - Li Yansong                                                          | Germania - Matthias Schroder                                                    | Portogallo - Luís Gonçalves                                          |
| 400 m T13                        | Cuba - Luis Manuel Galano                                                  | Cuba - Freddy Durruthy                                                          | Grecia - Ioannis Protos                                              |
| 400 m T36                        | Ucraina - Roman Pavlyk                                                     | Russia - Artem Arefyev                                                          | Cina - Che Mian                                                      |
| 400 m T38                        | Tunisia - Farhat Chida                                                     | Tunisia - Abbes Saidi                                                           | Ucraina - Andriy Onufriyenko                                         |
| 400 m T44                        | Sudafrica - Oscar Pistorius                                                | Stati Uniti - Jim Bob Bizzell                                                   | Regno Unito - Ian Jones                                              |
| 400 m T46                        | Australia - Heath Francis                                                  | Cipro - Antonis Aresti                                                          | Venezuela - Samuel Colmenares                                        |
| 400 m T52                        | Giappone - Tomoya Ito                                                      | Giappone - Toshihiro Takada                                                     | Canada - Dean Bergeron                                               |
| 400 m T53                        | Corea del Sud - Hong Suk-Man                                               | Cina - Li Huzhao                                                                | Australia - Richard Colman                                           |
| 400 m T54                        | Cina - Zhang Lixin                                                         | Regno Unito - David Weir                                                        | Thailandia - Saichon Konjen                                          |
| 800 m T12                        | Tunisia - Abderrahim Zhiou                                                 | Cuba - Lazaro Raschid Aguilar                                                   | Brasile - Odair Santos                                               |
| 800 m T13                        | Marocco - Abdelillah Mame                                                  | Stati Uniti - Peter Gottwald Jr.                                                | Algeria - Zine Eddine Sekhri                                         |
| 800 m T36                        | Russia - Artem Arefyev                                                     | Cina - He Chengen                                                               | Russia - Pavel Kharagezov                                            |
| 800 m T37                        | Irlanda - Michael McKillop                                                 | Australia - Brad Scott                                                          | Francia - Djamel Mastouri                                            |
| 800 m T46                        | Polonia - Marcin Awizen                                                    | Algeria - Samir Nouioua                                                         | Spagna - Abderrahman Ait Khamouch                                    |
| 800 m T52                        | Giappone - Tomoya Ito                                                      | Giappone - Toshihiro Takada                                                     | Austria - Thomas Geierspichler                                       |
| 800 m T53                        | Cina - Li Huzhao                                                           | Stati Uniti - Josh George                                                       | Corea del Sud - Hong Suk-Man                                         |
| 800 m T54                        | Regno Unito - David Weir                                                   | Australia - Kurt Fearnley                                                       | Thailandia - Prawat Wahoram                                          |
| 1500 m T11                       | Cina - Zhang Zhen                                                          | Kenya - Samwel Mushai Kimani                                                    | Canada - Jason Dunkerley                                             |
| 1500 m T13                       | Kenya - Henry Kiprono Kirwa                                                | Cuba - Lazaro Raschid Aguilar                                                   | Spagna - Ignacio Avila                                               |
| 1500 m T46                       | Kenya - Abraham Cheruiyot Tarbei                                           | Spagna - Abderrahman Ait Khamouch                                               | Algeria - Samir Nouioua                                              |
| 1500 m T54                       | Regno Unito - David Weir                                                   | Thailandia - Prawat Wahoram                                                     | Australia - Kurt Fearnley                                            |
| 5000 m T11                       | Cina - Zhang Zhen                                                          | Kenya - Francis Thuo Karanja                                                    | Kenya - Henry Wanyoike                                               |
| 5000 m T12-13                    | Kenya - Henry Kiprono Kirwa                                                | Marocco - Youssef Benibrahim                                                    | Brasile - Odair Santos                                               |
| 5000 m T46                       | Kenya - Abraham Cheruiyot Tarbei                                           | Tunisia - Mohamed Fouzai                                                        | Messico - Mario Santillan                                            |
| 5000 m T54                       | Thailandia - Prawat Wahoram                                                | Australia - Kurt Fearnley                                                       | Regno Unito - David Weir                                             |
| 10000 m T12                      | Kenya - Henry Kiprono Kirwa                                                | Tunisia - Abderrahim Zhiou                                                      | Brasile - Odair Santos                                               |
| Maratona T12                     | Cina - Qi Shun                                                             | Colombia - Elkin Serna                                                          | Russia - Ildar Pomykalov                                             |
| Maratona T46                     | Messico - Mario Santillan                                                  | Brasile - Tito Sena                                                             | Italia - Walter Endrizzi                                             |
| Maratona T52                     | Austria - Thomas Geierspichler                                             | Giappone - Hirokazu Ueyonabaru                                                  | Giappone - Toshihiro Takada                                          |
| Maratona T54                     | Australia - Kurt Fearnley                                                  | Giappone - Hiroki Sasahara                                                      | Sudafrica - Ernst van Dyk                                            |
| Staffetta 4×100 m T11–13         | Cina Liu Xiangkun Li Qiang Yang Yuqing Li Yansong                          | Venezuela Yoldani Silva Ricardo Santana Oduver Daza Fernando Ferrer             | Francia Tresor Makunda Pasquale Gallo Stéphane Bozzolo Ronan Pallier |
| Staffetta 4×100 m T35-T38        | Australia Evan O'Hanlon Darren Thrupp Christopher Mullins Timothy Sullivan | Cina Che Mian Zhou Wenjun Yang Chen Ma Yuxi                                     | Tunisia Fares Hamdi Abbes Saidi Mohamed Charmi Farhat Chida\|-       |
| Staffetta 4×100 m T42–46         | Stati Uniti Jim Bob Bizzell Brian Frasure Casey Tibbs Jerome Singleton     | Brasile André Luiz Oliveira Yohansson Nascimento Claudemir Santos Alan Oliveira | Australia Heath Francis Stephen Wilson Aaron Chatman Paul Raison     |
| Staffetta 4×100 m T53/T54        | Cina Zong Kai Zhao Ji Zhang Lixin Li Huzhao                                | Thailandia Supachai Koysub Saichon Konjen Prawat Wahoram Pichet Krungget        | Corea del Sud Hong Suk-Man Jung Dong-Ho Kim Gyu-Dae Yoo Byung-Hoon   |
| Staffetta 4×400 m T53/T54        | Cina Cui Yanfeng Zhao Ji Li Huzhao Zhang Lixin                             | Thailandia Supachai Koysub Prawat Wahoram Pichet Krungget Saichon Konjen        | Francia Julien Casoli Pierre Fairbank Alain Fuss Denis Lemeunier     |
| Salto in alto F44/46             | Stati Uniti - Jeff Skiba                                                   | Australia - Aaron Chatman                                                       | Cina - Chen Hongjie                                                  |
| Salto in lungo F11               | Cina - Li Duan                                                             | Stati Uniti - Elexis Gillette                                                   | Grecia - Athanasios Barakas                                          |
| Salto in lungo F12               | Sudafrica - Hilton Langenhoven                                             | Arabia Saudita - Osamah Alshanqiti                                              | Azerbaigian - Oleg Panyutin                                          |
| Salto in lungo F37–38            | Tunisia - Farhat Chida                                                     | Pakistan - Haider Ali                                                           | Cina - Ma Yuxi                                                       |
| Salto in lungo F42/44            | Germania - Wojtek Czyz                                                     | Giappone - Atsushi Yamamoto                                                     | Stati Uniti - Casey Tibbs                                            |
| Salto in lungo F46               | Francia - Arnaud Assoumani                                                 | Sudafrica - David Roos                                                          | Cina - Li Kangyong                                                   |
| Salto triplo F11                 | Cina - Li Duan                                                             | Azerbaigian - Zeynidin Bilalov                                                  | Spagna - Javier Porras                                               |
| Salto triplo F12                 | Arabia Saudita - Osamah Alshanqiti                                         | Ucraina - Ivan Kytsenko                                                         | Azerbaigian - Vladimir Zayets                                        |
| Lancio della clava F32/51        | Tunisia - Mourad Idoudi                                                    | Regno Unito - Stephen Miller                                                    | Rep. Ceca - Jan Vanek                                                |
| Lancio del disco F11/12          | Ucraina - Vasyl Lishchynskyi                                               | Argentina - Sebastian Baldassarri                                               | Ucraina - Oleksandr Iasynovyi                                        |
| Lancio del disco F32/51          | Tunisia - Mourad Idoudi                                                    | Slovenia - Joze Flere                                                           | Rep. Ceca - Martin Zvolánek                                          |
| Lancio del disco F33–34/52       | Lettonia - Aigars Apinis                                                   | Regno Unito - Chris Martin                                                      | Rep. Ceca - Roman Musil                                              |
| Lancio del disco F35-36          | Cina - Guo Wei                                                             | Cina - Wang Wenbo                                                               | Namibia - Reginald Benade                                            |
| Lancio del disco F37-38          | Iran - Javad Hardani                                                       | Ucraina - Mykola Zhabnyak                                                       | Cina - Xia Dong                                                      |
| Lancio del disco F42             | Sudafrica - Fanie Lombard                                                  | Iran - Mehrdad Karamzadeh                                                       | Cina - Wang Lezheng                                                  |
| Lancio del disco F44             | Stati Uniti - Jeremy Campbell                                              | Danimarca - Jackie Christiansen                                                 | Regno Unito - Daniel Greaves                                         |
| Lancio del disco F53-54          | Cina - Fan Liang                                                           | Serbia - Draženko Mitrović                                                      | Giappone - Toshie Oi                                                 |
| Lancio del disco F55-56          | Cuba - Leonardo Diaz                                                       | Iran - Ali Mohammadyari                                                         | Giamaica - Tanto Campbell                                            |
| Lancio del disco F57-58          | Russia - Alexey Ashapatov                                                  | Cina - Zheng Weihai                                                             | Croazia - Rostislav Pohlmann                                         |
| Lancio del giavellotto F11-12    | Cina - Zhu Pengkai                                                         | Croazia - Branimir Budetić                                                      | Polonia - Miroslaw Pych                                              |
| Lancio del giavellotto F33-34/52 | Tunisia - Faouzi Rzig                                                      | Tunisia - Mohamed Krid                                                          | Francia - Jean-Pierre Talatini                                       |
| Lancio del giavellotto F35-36    | Cina - Guo Wei                                                             | Polonia - Pawel Piotrowski                                                      | Sudafrica - Nicholas Newman                                          |
| Lancio del giavellotto F37-38    | Cina - Xia Dong                                                            | Cina - Zhang Xuelong                                                            | Iran - Javad Hardani                                                 |
| Lancio del giavellotto F42/44    | Cina - Gao Mingjie                                                         | Russia - Evengy Gudkov                                                          | Cina - Gao Changlong                                                 |
| Lancio del giavellotto F53-54    | Finlandia - Markku Niinimäki                                               | Iran - Abdolreza Jokar                                                          | Messico - Luis Alberto Zepeda Félix                                  |
| Lancio del giavellotto F55/56    | Paesi Bassi - Pieter Gruijters                                             | Cina - Zhang Yingbin                                                            | Egitto - Yaser Abdelaziz El Sayed                                    |
| Lancio del giavellotto F57-58    | Iran - Mohammad Reza Mirzaei                                               | Egitto - Mahmoud Ramadan Ellatar                                                | Rep. Ceca - Rostislav Pohlmann                                       |
| Getto del peso F11-12            | Spagna - David Casinos                                                     | Russia - Vladimir Andryushchenko                                                | Ucraina - Vasyl Lishchynskyi                                         |
| Getto del peso F32               | Algeria - Karim Betina                                                     | Tunisia - Mourad Idoudi                                                         | Algeria - Mounir Bakiri                                              |
| Getto del peso F33-34/52         | Algeria - Kamel Kardjena                                                   | Lettonia - Aigars Apinis                                                        | Canada - Kyle Pettey                                                 |
| Getto del peso F35-36            | Cina - Guo Wei                                                             | Lettonia - Edgars Bergs                                                         | Polonia - Pawel Piotrowski                                           |
| Getto del peso F37-38            | Cina - Xia Dong                                                            | Polonia - Tomasz Blatkiewicz                                                    | Germania - Thomas Loosch                                             |
| Getto del peso F40               | Grecia - Paschalis Stathelakos                                             | Germania - Mathias Mester                                                       | Algeria - Hocine Gherzouli                                           |
| Getto del peso F42               | Croazia - Darko Kralj                                                      | Russia - Maxim Narozhnyy                                                        | Sudafrica - Fanie Lombard                                            |
| Getto del peso F44               | Danimarca - Jackie Christiansen                                            | Australia - Paul Raison                                                         | Cuba - Gerdan Fonseca                                                |
| Getto del peso F53-54            | Messico - Mauro Maximo                                                     | Finlandia - Markku Niinimäki                                                    | Grecia - Che Jon Fernandes                                           |
| Getto del peso F55-56            | Azerbaigian - Olokhan Musayev                                              | Polonia - Krzysztof Smorszczewski                                               | Rep. Ceca - Martin Němec                                             |
| Getto del peso F57-58            | Russia - Alexey Ashapatov                                                  | Giordania - Jamil Elshebli                                                      | Grecia - Anastasios Tsiou                                            |
| Pentathlon P12                   | Sudafrica - Hilton Langenhoven                                             | Germania - Thomas Ulbricht                                                      | Tunisia - Mahmoud Khaldi                                             |
| Pentathlon P44                   | Stati Uniti - Jeremy Campbell                                              | Stati Uniti - Jeff Skiba                                                        | Svizzera - Urs Kolly                                                 |

### Gare femminili
| Evento                              | Oro                                                  | Argento                                                                | Bronzo                                                                        |
| 100 m T11                           | Cina - Wu Chunmiao                                   | Brasile - Terezinha Guilhermina                                        | Brasile - Ádria Santos                                                        |
| 100 m T12                           | Ucraina - Oksana Boturchuk                           | Regno Unito - Libby Clegg                                              | Spagna - Eva Ngui                                                             |
| 100 m T13                           | Marocco - Sanaa Benhama                              | Sudafrica - Ilse Hayes                                                 | Grecia - Alexandra Dimoglou                                                   |
| 100 m T36                           | Cina - Wang Fang                                     | Germania - Claudia Nicoleitzik                                         | Regno Unito - Hazel Simpson                                                   |
| 100 m T37                           | Australia - Lisa McIntosh                            | Ucraina - Viktoriya Kravchenko                                         | Germania - Maria Seifert                                                      |
| 100 m T38                           | Ucraina - Inna Dyachenko                             | Tunisia - Sonia Mansour                                                | Russia - Margarita Koptilova                                                  |
| 100 m T42                           | Messico - Perla Bustamante                           | Paesi Bassi - Annette Roozen                                           | Australia - Christine Wolf                                                    |
| 100 m T44                           | Stati Uniti - April Holmes                           | Francia - Amélie Le Fur                                                | Cina - Wang Juan                                                              |
| 100 m T46                           | Cuba - Yunidis Castillo                              | Russia - Elena Chistilina                                              | Polonia - Alicja Fiodorow                                                     |
| 100 m T52                           | Canada - Michelle Stilwell                           | Giappone - Tomomi Yamaki                                               | Giappone - Teruyo Tanaka                                                      |
| 100 m T53                           | Cina - Huang Lisha                                   | Stati Uniti - Jessica Galli                                            | Canada - Ilana Duff                                                           |
| 100 m T54                           | Canada - Chantal Petitclerc                          | Cina - Liu Wenjun                                                      | Cina - Dong Hongjiao                                                          |
| 200 m T11                           | Brasile - Terezinha Guilhermina                      | Cina - Wu Chunmiao                                                     | Brasile - Jerusa Geber Santos                                                 |
| 200 m T12                           | Francia - Assia El Hannouni                          | Ucraina - Oksana Boturchuk                                             | Spagna - Eva Ngui                                                             |
| 200 m T13                           | Marocco - Sanaa Benhama                              | Francia - Nantenin Keita                                               | Grecia - Alexandra Dimoglou                                                   |
| 200 m T36                           | Cina - Wang Fang                                     | Germania - Claudia Nicoleitzik                                         | Regno Unito - Hazel Simpson                                                   |
| 200 m T37                           | Australia - Lisa McIntosh                            | Ucraina - Viktoriya Kravchenko                                         | Germania - Maria Seifert                                                      |
| 200 m T38                           | Ucraina - Inna Dyachenko                             | Tunisia - Sonia Mansour                                                | Russia - Margarita Koptilova                                                  |
| 200 m T44                           | Germania - Katrin Green                              | Nuova Zelanda - Kate Horan                                             | Canada - Stefanie Reid                                                        |
| 200 m T46                           | Cuba - Yunidis Castillo                              | Polonia - Alicja Fiodorow                                              | Australia - Julie Smith                                                       |
| 200 m T52                           | Canada - Michelle Stilwell                           | Giappone - Tomomi Yamaki                                               | Svizzera - Pia Schmid                                                         |
| 200 m T53                           | Cina - Huang Lisha                                   | Stati Uniti - Jessica Galli                                            | Cina - Zhou Hongzhuan                                                         |
| 200 m T54                           | Canada - Chantal Petitclerc                          | Stati Uniti - Tatyana McFadden                                         | Svizzera - Manuela Schär                                                      |
| 400 m T11-12                        | Francia - Assia El Hannouni                          | Ucraina - Oksana Boturchuk                                             | Brasile - Terezinha Guilhermina                                               |
| 400 m T13                           | Marocco - Sanaa Benhama                              | Grecia - Alexandra Dimoglou                                            | Francia - Nantenin Keita                                                      |
| 400 m T53                           | Stati Uniti - Jessica Galli                          | Cina - Zhou Hongzhuan                                                  | Stati Uniti - Anjali Forber-Pratt                                             |
| 400 m T54                           | Canada - Chantal Petitclerc                          | Stati Uniti - Tatyana McFadden                                         | Canada - Diane Roy                                                            |
| 800 m T12                           | Tunisia - Somaya Bousaid                             | Francia - Assia El Hannouni                                            | Russia - Elena Pautova                                                        |
| 800 m T53                           | Cina - Zhou Hongzhuan                                | Stati Uniti - Jessica Galli                                            | Stati Uniti - Amanda McGrory                                                  |
| 800 m T54                           | Canada - Chantal Petitclerc                          | Stati Uniti - Tatyana McFadden                                         | Canada - Diane Roy                                                            |
| 1500 m T12-13                       | Tunisia - Somaya Bousaid                             | Francia - Assia El Hannouni                                            | Russia - Elena Pautova                                                        |
| 1500 m T54                          | Canada - Chantal Petitclerc                          | Regno Unito - Shelly Woods                                             | Svizzera - Edith Hunkeler                                                     |
| 5000 m T54                          | Stati Uniti - Amanda McGrory                         | Canada - Diane Roy                                                     | Regno Unito - Shelly Woods                                                    |
| Maratona T54                        | Svizzera - Edith Hunkeler                            | Stati Uniti - Amanda McGrory                                           | Svizzera - Sandra Graf                                                        |
| Staffetta 4×100 m T53-T54           | Cina Dong Hongjiao Liu Wenjun Huang Lisha Zhang Ting | Australia Madison de Rozario Christie Dawes Angie Ballard Jemima Moore | Stati Uniti Tatyana McFadden Anjali Forber-Pratt Amanda McGrory Jessica Galli |
| Salto in lungo F12                  | Ucraina - Oksana Zubkovska                           | Bielorussia - Volha Zinkevich                                          | Cina - Liu Miaomiao                                                           |
| Salto in lungo F13                  | Sudafrica - Ilse Hayes                               | Grecia - Anthi Karagianni                                              | Ucraina - Svitlana Gorbenko                                                   |
| Salto in lungo F42                  | Australia - Christine Wolf                           | Paesi Bassi - Annette Roozen                                           | Polonia - Ewa Zielinska                                                       |
| Salto in lungo F44                  | Austria - Andrea Scherney                            | Francia - Amélie Le Fur                                                | Germania - Astrid Hofte                                                       |
| Lancio del disco F12-13             | Bielorussia - Tamara Sivakova                        | Cina - Zhang Liangmin                                                  | Argentina - Elizabeth Almada                                                  |
| Lancio del disco F32-34/51-53       | Ucraina - Tetyana Yakybchuk                          | Germania - Frances Herrmann                                            | Tunisia - Yousra Ben Jemaa                                                    |
| Lancio del disco F35-36             | Cina - Wu Qing                                       | Australia - Kath Proudfoot                                             | Ucraina - Alla Malchyk                                                        |
| Lancio del disco F37-38             | Cina - Mi Na                                         | Australia - Amanda Fraser                                              | Cina - Li Chunhua                                                             |
| Lancio del disco F40                | Cina - Menggenjimisu                                 | Tunisia - Raoua Tlili                                                  | Marocco - Najat El Garaa                                                      |
| Lancio del disco F42-46             | Cina - Wang Jun                                      | Cina - Yang Yue                                                        | Cina - Zheng Baozhu                                                           |
| Lancio del disco F54/56             | Germania - Marianne Buggenhagen                      | Cina - Wang Ting                                                       | Rep. Ceca - Jana Fesslova                                                     |
| Lancio del disco F57-58             | Nigeria - Eucharia Njideka Iyiazi                    | Bulgaria - Stela Eneva                                                 | Algeria - Nadia Medjemedj                                                     |
| Lancio del giavellotto F33/34/52/53 | Croazia - Antonia Balek                              | Algeria - Louadjeda Benoumessad                                        | Germania - Birgit Pohl                                                        |
| Lancio del giavellotto F35-38       | Cina - Wu Qing                                       | Brasile - Shirlene Coelho                                              | Polonia - Renata Chilewska                                                    |
| Lancio del giavellotto F42-46       | Cina - Yao Juan                                      | Germania - Andrea Hegen                                                | Australia - Madeleine Hogan                                                   |
| Lancio del giavellotto F54/56       | Germania - Martina Willing                           | Tunisia - Hania Aidi                                                   | Bulgaria - Daniela Todorova                                                   |
| Lancio del giavellotto F57-58       | Cina - Qing Suping                                   | Kenya - Nakhumicha Zakayo                                              | Messico - Jeny Velazco                                                        |
| Getto del peso F12-13               | Cina - Tang Hongxia                                  | Bielorussia - Tamara Sivakova                                          | Australia - Jodi Willis-Roberts                                               |
| Getto del peso F32-34/52/53         | Croazia - Antonia Balek                              | Germania - Birgit Pohl                                                 | Grecia - Maria Stamatoula                                                     |
| Getto del peso F35/36               | Ucraina - Alla Malchyk                               | Cina - Wu Qing                                                         | Polonia - Renata Chilewska                                                    |
| Getto del peso F37/38               | Cina - Mi Na                                         | Lituania - Aldona Grigaliuniene                                        | Rep. Ceca - Eva Berna                                                         |
| Getto del peso F40                  | Tunisia - Raoua Tlili                                | Cina - Menggenjimisu                                                   | Marocco - Laila El Garaa                                                      |
| Getto del peso F42-46               | Cina - Zheng Baozhu                                  | Cina - Zhong Yongyuan                                                  | Germania - Michaela Floeth                                                    |
| Getto del peso F54/56               | Rep. Ceca - Eva Kacanu                               | Germania - Martina Willing                                             | Germania - Marianne Buggenhagen                                               |
| Getto del peso F57-58               | Nigeria - Eucharia Njideka Iyiazi                    | Messico - Angeles Ortiz Hernandez                                      | Algeria - Nadia Medjemedj                                                     |